# ベルリン-シュチェチン線
ベルリン-シュチェチン線 （ベルリン-シュチェチンせん、ドイツ語: Bahnstrecke Berlin–Szczecin）とは、ドイツ連邦共和国の首都ベルリンのベルリン北駅からブランデンブルク州を経てポーランド共和国の西ポモージェ県シュチェチンのシュチェチン中央駅に至る全長134.5kmのドイツ鉄道の路線である。

## 概要
ドイツとポーランドを結ぶ貨物輸送の主要ルートの一つである。また、ベルリン中心部からベルナウ駅に至る区間は近郊線が併設されており、ベルリンSバーンが使用している。パッソウ - シュチェチン・グミエニツェ間を除く全線が電化されている。

## 歴史

### 私鉄時代
1836年3月にはベルリン・シュテティーン鉄道株式会社がベルリンで設立された。1836年7月10日に鉄道建設の免許を取得した。
1842年8月1日にはベルリン - エーバースヴァルデ間が、同年11月15日にはエーバースヴァルデ - アンガーミュンデ間が開業した。1843年8月15日にベルリン - シュテティーン間が全線開業した。開業当初は旅客列車は1日2往復で所要時間は4時間20分から30分ほど、貨物列車は1日1往復で所要時間は5時間21分であった。
ベルリン - アンガーミュンデ間の複線化は1863年に、アンガーミュンデ - シュテティーン - シュタルガルト間の複線化は1873年に完成した。1880年2月1日には国有化されプロイセン邦有鉄道の一部になった。

### 国有化後
1897年12月12日には数多くの踏切があったベルリン・ヴェディング区のグリューンターラー通り付近がベルリン環状線のゲズントブルンネン駅に接続するルートに切り替えられた。ボルンホルマー・シュトラーセ駅からはベルリン北部線が分岐するようになった。当区間の貨物線は同年5月1日に既に開業していた。
1903年から1906年にかけて、ベルリン・シュテティーン駅は拡張され、近郊列車向けに改良された。20世紀初頭に道路交通が急成長したことにより、踏切の存在が交通渋滞を招いたことから立体交差化が必要になっていた。1912年から1916年にかけてベルリン - ベルナウ間が連続立体交差化され、長距離線と近郊線に分離された。 近郊線の電化も計画されてはいたが、第一次世界大戦の影響で一旦中止された。

### 第一次世界大戦後
第一次世界大戦後間もなく、近郊線が電化された。当初の計画ではドイツの標準的な電化方式である交流16.7Hz 15kVで行う電化を予定であったが、最終的には直流750Vで電化されることになった。 しかしながら、1923年のハイパーインフレの影響で建設が遅れ、完成したには1924年夏のことであった。1930年12月1日からはベルリンSバーンの一部として扱われるようになった。
1933年のナチ党の権力掌握後間もなく、失業率対策のための公共事業の一環としてベルリンの南北をSバーンの地下線で結ぶことが決定され、翌34年に開始された。ボルンホルマー・シュトラーセ駅およびフンボルトハイン駅が新たに設置されたほか、1936年のベルリンオリンピック直前には南北トンネルが開通し、ベルリン・シュテティーン駅は地下化および移設された。

### 第二次世界大戦後
第二次世界大戦終了後はソビエト連邦へに賠償のために単線化が行われた。国境線も大きく変更され、シュテティーンはポーランド領になり、ポーランド語読みのシュチェチン（ポーランド語: Szczecin）と呼ばれるようになった。これに伴い国境区間になったアンガーミュンデ - シュチェチン間の重要度は大きく低下した。特に旅客列車は1日1往復にまで減便された。
1950年にはベルリン側の終着駅であったベルリン・シュテティーン駅もベルリン北駅に改称されたが、駅までの間に西ベルリンを経由する区間が存在することから2年後の1952年5月18日には一旦廃止された。列車はベルリン＝リヒテンベルク駅へ向かうベルリン外環状線およびベルリン市街線を経由した。
1980年代にはベルリン＝パンコウ駅 - パッソウ駅間が電化されたが、パッソウ - シュチェチン間については非電化のまま残された。

### ドイツ再統一後
2006年5月27日のベルリン中央駅開業後はゲズントブルンネン駅を経由して南北長距離線に向かう列車が設定されるようになった。
ヨーロッパ統合の流れにもかかわらず、国境を跨ぐ区間であるアンガーミュンデ - シュチェチン間の線路状況は依然として劣悪なままである。パッソウ駅 - シュチェチン・グミエニツェ駅間は現在も単線非電化であるが、2020年を目処に複線化、電化、および160km/h対応化を行う計画がある。